# 约波洛詹卡克肖
约波洛詹卡克肖（義大利語：Joppolo Giancaxio），是意大利阿格里真托省的一个市镇。总面积19.11平方公里，人口1247人，人口密度65.3人/平方公里（2009年）。ISTAT代码为084019。